# Iliad Italia
Iliad Italia – włoski operator telefonii komórkowej, należący do koncernu Iliad. Siedziba znajduje się w Mediolanie.
Iliad Italia jest czwartym co do wielkości operatorem komórkowym we Włoszech z 9 567 000 abonentów na dzień 31 grudnia 2022 roku.

## Historia
W dniu 29 maja 2018 roku, podczas konferencji prasowej w Mediolanie, dyrektor generalny włoskiej spółki zależnej Benedetto Levi przedstawił ofertę handlową Iliad Italia i ogłosił, od tego momentu, oficjalne uruchomienie czwartego włoskiego operatora telefonii komórkowej.
18 lipca 2018 roku, 50 dni po premierze, Iliad Italia oficjalnie ogłosił, iż dotarł do pierwszego miliona klientów; 6 września 2018 roku włoski operator potwierdził przekroczenie dwóch milionów klientów.
10 września 2018 roku Iliad, jako pierwszy włoski operator komórkowy, uzyskał blok częstotliwości 5G za 676 472 792 euro.

## Biura i sklepy
Iliad Italia ma biura w Mediolanie i Rzymie.
Sklepy „Iliad Store” funkcjonują w następujących miastach: Bari, Bolonia, Katania, Genua, Grugliasco, Mediolan, Neapol, Rzym, Turyn i Mestre (Wenecja).
Punkty sprzedaży „Iliad Corner” znajdują się w kilku sklepach Carrefour i Unieuro we Włoszech; a także na niektórych uniwersytetach.
Iliad Italia wprowadziła „Simbox”, czyli interaktywne automaty lub kioski, wyprodukowane przez francuską grupę Aures i z których już korzystała Free Mobile we Francji w 2014 roku. Terminale te umożliwiają subskrypcję i sprzedaż kart SIM z których można korzystać natychmiast, a także usługi dodatkowe: zmiana formatu karty SIM, deaktywowanie nowej karty SIM w przypadku kradzieży, utraty lub awarii itp.

## Network
Sieć telefonii komórkowej Iliad Italia jest w budowie; operator zawarł również umowę z Wind Tre na udostępnianie sieci ran sharing (3G i 4G) i roaming (2G).
Włoski operator zawarł umowy z Cellnex i INWIT na instalację swoich anten na wieżach telekomunikacyjnych obu przedsiębiorstw.
Iliad Italia używa, między innymi, sprzętu CommScope i współpracuje z Cisco Systems i Nokią w celu wdrożenia sieci krajowej (IPv6) w segment routing i ukończenia sieci mobilnej 5G.
Aukcja na przydział częstotliwości 5G zakończyła się 2 października 2018 roku; Iliad zainwestował 1 193 000 000 euro (podzielonych na lata 2018–2022), aby uzyskać następujące częstotliwości:
| Pasmo         | Częstotliwość |
| ------------- | ------------- |
| 700 MHz FDD   | 2x10 MHz      |
| 3600–3800 MHz | 20 MHz        |
| 26,5–27,5 GHz | 200 MHz       |